# Европейский союз футзала
Европейский союз футзала (AMF) (Union Europea de Futsal — UEFS) — ассоциация, отвечающая за проведение в Европе соревнований по футболу в залах и микрофутзалу.

## История
Европейский союз футзала (AMF) основан в 1988 году.

## Члены
- Армения
- Республика Абхазия[1]
- Страна Басков
- Беларусь
- Бельгия
- Болгария
- Каталония
- Чехия
- Финляндия
- Франция
- Греция
- Казахстан
- Израиль
- Италия
- Латвия
- Литва
- Норвегия
- Польша
- Россия
- Южная Осетия[2]
- Остров Святой Елены
- Швеция
- Узбекистан
- Украина
- Косово
- Кыргызстан
- Португалия
- Испания
- ПМР[3][4]

## Соревнования
- Для клубов:
  - Кубок европейских чемпионов среди мужчин
  - Кубок европейских чемпионов среди женщин
  - Кубок УЕФС
  - Суперкубок Европы
- Для сборных:
  - Чемпионат Европы среди мужчин
  - Чемпионат Европы среди женщин

## Расположение
Россия, Москва, Трёхгорный вал, 24, помещение № 6

## Руководство[5]
- Исполнительный комитет

Президент: Валерий Ахумян

Первый вице-президент: Жосеп Замора Монже (Josep Zamora Monje) (Каталония)

Вице-президент: Рожер Вриженс (Бельгия)

Генеральный секретарь: Сергей Ивчик (Беларусь)
- - Состав

Валерий Ахумян (Россия)

Жосеп Замора Монже (Josep Zamora Monje) (Каталония)

Рожер Вриженс (Бельгия)

Сергей Ивчик (Беларусь)

Александр Соколов (Украина)

Курт Хартведт (Kurt Hartvedt) (Норвегия)

Милан Семмлер (Milan Semmler) (Чехия)

Жозе Милагрес (Jose Milagres) (Португалия)
- Генеральный комитет

1. Валерий Ахумян (Россия)

2. Жосеп Замора Монже (Josep Zamora Monje) (Каталония)

3. Рожер Вриженс (Бельгия)

4. Сергей Ивчик (Беларусь)

5. Курт Хартведт (Kurt Hartvedt) (Норвегия)
- Глава комитета арбитров

Арсенио Паленсуэла Ариас (Arsenio Palenzuela Arias) (Испания)
- Глава дисциплинарного комитета

Жасинто Родригис Пьюса (Jacinto Rodrigues Piúça) (Португалия)
- Глава спортивного и технического комитета

Милан Землер (Milan Semmler) (Чехия)
- Глава женского комитета

Евгений Иванов (Украина)
- Глава детского и юношеского комитета комитетов

Сергей Соколов (Россия)
- Глава комитета ветеранов

Борис Панаев (Россия)
- Глава правового комитета

Тигран Кулоян (Армения)